# .32 New Police
La cartouche civile pour revolver fut conçu pour le Colt New Police en montant une balle en plomb à bout plat sur une .32 S&W Long. Elle est toujours en fabrication en 2008.

## Dimension
- Diamètre réel de la balle : 8 mm
- Longueur de l'étui : 23 mm
- Longueur de la cartouche : 32,5 mm

## Balistique
- Masse du projectile : 6,5 g.
- Vitesse initiale : 207 m/s.
- Énergie initiale : 136 joules